# Sinnerfassungsmethode
Die Sinnerfassungsmethode (SEM) ist eine von Alfried Längle im Rahmen der Logotherapie 1988 entwickelte Methode, die den Sinnfindungsprozess in vier aufeinanderfolgenden Stufen operationalisiert. Diese erfolgte auf der Grundlage der erweiterten logotherapeutischen Definition des existentiellen Sinns, der in Weiterführung der Franklschen Definition als „die wertvollste Möglichkeit in einer Situation“ beschrieben wird (Längle 1988).
Die Stufen beziehen sich auf die vier Grunddimensionen menschlicher Interaktion mit der Welt:
- Wahrnehmen (Informationsverarbeitung, Erkennen)
- Fühlen (Wert-Empfinden)
- Denken (Urteilen, Entscheiden)
- Handeln (Ausführung, Praxis)

Sinn nimmt zuerst Bezug auf die zu erkennende Realität (Gegebenheiten und Bedingungen) und den in ihr enthaltenen Spielraum (Möglichkeiten). Durch das Erfühlen und Spüren der Wertigkeiten entsteht eine Hierarchie der wahrgenommenen Realitäten und Möglichkeiten. Diese bildet die Basis für den Willensakt des dritten Schrittes (siehe auch Willensstärkungsmethode), in welchem sich die Person für den größten, durch sie jetzt realisierbaren Wert entscheidet. Die Umsetzung dieses Wertes und die tatkräftige Ausrichtung auf seine Realisierung macht den Sinn erst vollständig: Im Sich-Einsetzen erhält der Sinn sein existentielles Gewicht.
Existentieller Sinn beinhaltet somit die Qualitäten:
Realitätsbezug und Realisierbarkeit; Emotionalität; Kognition, Freiheit und Gewissenhaftigkeit; Verbindlichkeit, Verantwortung und Aktivität. Die Methode ist unter der Bezeichnung „4 W“ geläufig: Wahrnehmen, Werten. Wählen und Wirken. Sie stellt das theoretische Gerüst der Existenz-Skala (Längle, Orgler, Kundi 2000) dar und zeichnete die Entwicklung der Grundmotivationen der Existenzanalyse vor.